# 알렉세이 소볼레프
알렉세이 소볼레프(러시아어: Алексей Соболев, 1991년 9월 1일 ~ )은 러시아의 남자 스노보딩 선수이다. 그는 빅 에어, 슬로프스타일 종목에 참가한다.
소볼레프는 2014년 동계 올림픽에서 남자 슬로프 스타일에 참가하여 20위를 거두며, 준결승에서 탈락하였다.
그는 자신의 보드에 밴드 푸시 라이엇을 연상시켜 대중들의 지지를 받았다.
알렉세이 소볼레프는 남자 스노보드 예선에 자신의 휴대폰 번호를 헬멧 뒤에 쓰고 경기에 나섰고 이후에 소볼레프의 휴대전화 문자함에는 누드 사진 수십 장 포함 수천 장의 문자가 날아들었고, 결국 7일 오후 휴대폰은 멈췄다.

## 기록
2014 동계 올림픽
| 대회               | 예선  | 예선  | 예선      | 예선  | 준결승 | 준결승 | 준결승    | 준결승 | 결승   | 결승   | 결승      | 결승   |
| 대회               | 1회   | 2회   | 최고 점수 | 순위  | 1회    | 2회    | 최고 점수 | 순위   | 1회    | 2회    | 최고 점수 | 순위   |
| ------------------ | ----- | ----- | --------- | ----- | ------ | ------ | --------- | ------ | ------ | ------ | --------- | ------ |
| 남자 슬로프 스타일 | 63.00 | 28.50 | 63.00     | 10 QS | 20.00  | 57.50  | 57.50     | 12     | 출전 X | 출전 X | 출전 X    | 출전 X |